# Tromsø bibliotek og byarkiv
Tromsø folkebibliotek er bibliotek for indbyggere og besøgende i Tromsø kommune. Hovedbygningen blev flyttet fra sine gamle lokaler i Storgatbakken til Fokuskvartalet og åbnede den 3. august 2005. Den huser samlinger fordelt over fire etager.
Biblioteket har i tillæg to byfilialer i bydelene Kroken og Tromsdalen, samt distriktsfilialer i Brensholmen, Sjursnes og Lakselvbukt.

## Hovedbygningen
Bygningen er opført under det oprindelige taget af gamle Fokus Kino, som blev tegnet af arkitekt Gunnar Bøgeberg Haugen og åbnede 16. mars 1973. Den specielle tagkonstruktionen tegnede han med udgangspunkt i den spanske arkitekt Félix Candelas konstruktion, som ofte går under betegnelsen Candelaskall. Den er udformet som fire store buer som danner en hyperbolsk paraboloid form.
På grund af formen er taget meget stærkt, og det kunne således bære sig selv og blive stående, da det blev bestemt, at der skulle bygges en ny bygning nedenunder.
Arkitektfirmaet HRTB AS stod for tegningen af bygningen, mens Skanska AS stod som bygherre. Det kostet 121,8 millioner NOK at bygge det 3.710 m² store byggeri. Parketgulvet er produceret af birk fra Troms.

### Udsmykning
- Karl-Gustav Gjertsen fra Narvik vandt konkurrencen om udsmykning af biblioteket. Hans værk, Rangifer Tarandus Pegasus er udført i svejset og grålakeret stål. I tillæg til hovedfiguren, består udsmykningen af fire mindre figurer: Bok-finken, Lesehesten, Bok-ormen og Bok-nafisken.

- Ulf Dreyer: Billede af Tromsø anno 1957/58, restaureret af kunstneren i 2005. Billedet var oprindelig malet direkte på betonvæggen i det gamle rådhus. Da det gamle rådhuset blev revet ned, blev betonvæggen taget ud, gemt og sat ind i Fokuskvartalet, plan 0 mellem biografen og biblioteket.

- Gunn Harbitz: Cora Sandels mindemærke – Alberte, statue i tre. Mindesmærket stod tidligere på Stortorget, udenfor kulturhuset. Blev sat på lager fordi vand trak ind i træværket. Det er siden blevet restaureret og placeret i passage mellem biblioteket og rådhuset.

- Tor-Arne Moen har givet fem plader med træsnit og fem farvetryk, På gjengrodde stier med Knut Hamsun som motiv, i gave til Tromsø kommune. Plader og tryk hænger i biblioteket.

- Hans Ragnar Mathisen har lavet et portræt af Lars Berg, træsnit. Dette hænger i Lokalhistorisk center i biblioteket.

## Aktiviteter

### Strikkefestival i Tromsø
Hovedbiblioteket har arrangeret "Strikkefestival i Tromsø" i flere år. Festivalene indeholder både faglige foredrag og workshops om strikning. I 2011 blev den første strikkefestival arrangeret i forbindelse med Husflidsdagen sammen med lokale husflidslaug Festivalene i 2012 og 2013 foregik over to dage i oktober og var et samarbejd med Norges Husflidslag, Husfliden og Troms fylkeskommune.